# 小西彩乃
小西 彩乃（こにし あやの、1997年12月15日 - ）は、日本の元歌手で、ガールズ・ダンス&ボーカルグループ・東京女子流の元メンバーでボーカル・リーダー。愛称はあぁちゃん、しーこに、こにたん、あーこ、ママ等。立ち位置は向かって左。
大阪府出身。身長は158センチメートル。エイベックス・マネジメント所属。

## 略歴
- 2009年、『キラットエンタメチャレンジ エイベックスキッズコンテスト』歌部門にて審査員特別賞を受賞[5]。
- 2010年、受講していたエイベックス・アーティストアカデミー大阪校から東京女子流のメンバーとしてデビューする[6]。
- 2011年、『Rookies』（エフエム滋賀）の水曜コーナー「KINAKOの部屋〜アイドル玉手箱〜」の隔週レギュラーとして中江友梨と共に登場する。
- 2012年2月、右足骨折のため2月9日から活動を休止[7][8][9]。3月6日の横浜BLITZでのイベントより復帰し、ダンスを自粛し椅子に座りながら歌唱していた[10][11]。4月下旬よりダンスできるまで完全復帰した[12]。
- 2012年、エイベックスの曲をカフェミュージックにカバーしたコンピレーション・アルバム『東京女子カフェ #1 a-bossa』にソロとして参加する。
- 2013年、コンピレーションアルバム『Bomb A Head! 生誕20周年記念盤』（m.c.A・T）にボサノバヴァージョンとして参加する[13]。

- 2013年10月2日よりラジオ日本の冠番組を放送[14]。開始当時は番組タイトル未定のまま放送されていたが、11月27日に正式タイトルは『東京女子流 小西彩乃のこにたん今夜もにっこにこにたん!』に決定した[15][16]。
- 2015年6月26日、腰痛の治療に専念するため活動休止することを発表[17]。
- 2015年12月28日、東京女子流からの卒業と芸能界引退を発表[18][19]。引退後の16年4月から大学に進学。

## 人物
- 祖父がマグロの卸売りの会社を経営している[20]。しかし、本人はマグロが嫌い[20]。

## 作品
東京女子流としての作品を除く。

### 参加作品
- 東京女子カフェ #1 a-bossa（2012年8月22日、AVCD-38530）

1. Bomb A Head!
5. ニホンノミカタ -ネバダカラキマシタ-
- Bomb A Head! 生誕20周年記念盤（2013年2月27日、AVCD-38420）

10. Bomb A Head!（ボサノバヴァージョン）
- Maltine Girls Wave（2014年1月15日、AVXD-91680/B・AVBD-92056/B）

2. Spica feat.小西彩乃 & 生活必需品 / fazerock
- 十字架 〜映画「学校の怪談 -呪いの言霊-」 Ver.〜（2014年5月21日、AVCD-48990/B）、怖い曲集 +「学校の怪談 -呪いの言霊-」オリジナルサウンドトラック（2014年5月21日、AVCD-38878）

ひぐらしのなく頃に

## 出演

### テレビ
- AKIBAカルチャーズ劇場生放送（2014年10月7日 - 12月16日、アイドル専門チャンネルPigoo）

### ラジオ
- Rookies（2011年9月21日 - 2012年3月21日、エフエム滋賀）水曜コーナー「KINAKOの部屋〜アイドル玉手箱〜」隔週レギュラー（小西・中江）
- DJ Tomoaki's Radio Show!（2013年4月25日・5月16日・6月13日・7月25日・10月24日、下北FM）アシスタントMC
- ラジオ日本NEXT 東京女子流 小西彩乃のこにたん今夜もにっこにこにたん![15][16]（2013年10月2日 - 2015年12月30日、ラジオ日本）[21]

### ネット配信
- あぁさんぽ（2011年5月6日（名古屋編）、6月26日（東京編）、12月29日（神戸編）、Ustream）
- 彩乃のなるしトーク（2012年10月3日・11月21日、Ustream）
- フォトジェニ（2013年、玄光社）撮影：根本好伸

### イベント
- 東京女子流 小西の音楽祭Konishi’s Music Festival（2014年10月7日 - 12月16日、AKIBAカルチャーズ劇場）[22]
  - アイドル専門チャンネルPigooの『AKIBAカルチャーズ劇場生放送』で生放送、ニコニコ生放送で生配信された。